# Gołąbki (województwo zachodniopomorskie)
Gołąbki – nieistniejąca kolonia w Polsce położona w województwie zachodniopomorskim, w powiecie choszczeńskim, w gminie Krzęcin. W latach 1975–1998 miejscowość administracyjnie należała do województwa gorzowskiego.